# Coma hyperosmolaire non cétonique
 Mise en garde médicale
Le terme de coma hyperosmolaire non cétonique (ou syndrome hyperosmolaire hyperglycémique) a été défini en 1957. Il est décrit comme l'association d'une forte déshydratation et d'une hyperglycémie sans cétose accompagnées de troubles de la conscience.

## Caractéristiques
Le coma hyperosmolaire non cétonique survient généralement chez les diabétiques de type 2 sans traitement par insuline, d'un âge avancé (50 % des personnes touchées par un coma hyperosmolaire ont plus de 70 ans) qui n'ont pas conscience de leur diabète ou dont le traitement est négligé. Il est caractérisé par l'association d'une hyperglycémie supérieure ou égale à 6 g/L (ou 33 mmol/L), une osmolarité plasmatique supérieure à 320 mOsm/kg et par l'absence d'acidose et de cétonémie. Il est constamment accompagné d'une insuffisance rénale fonctionnelle. Le coma met plusieurs jours à s'installer, durant cette période l'hyperglycémie, la déshydratation et la polyurie vont croître,. 
La carence chronique en insuline diminue l'entrée du glucose dans les cellules, et entraîne ainsi une accumulation du glucose dans le sang, d'où une hyperglycémie. Ce phénomène est associé à une augmentation des hormones de la contre-régulation qui favorisent la glycogénolyse. La perte d'eau et de sodium est expliquée par une concentration excessive de glucose dans l'urine qui amène une diminution des mouvements d'eau et donc une perte de sodium. En somme la perte d'eau et de sodium est due à la polyurie (où augmentation du débit urinaire). Les mouvements d'eau vers le secteur extracellulaire depuis le secteur intracellulaire permettent la préservation des volumes extracellulaires et la polyurie. Cependant s’il n'y a pas d'apport de liquides ou s’il y a apports de liquides sucrés on va observer l'installation d'une hyperosmolarité plasmatique. L'hyperosmolarité est une concentration excessive de molécules dans le plasma ce qui entraine une augmentation de la pression oncotique. Cette augmentation de la pression va entrainer un dysfonctionnement rénal qui lui-même entrainera une augmentation de glucose dans les urines (ou glycosurie) et ce jusqu'au collapsus.

## Conséquences
Le coma hyperosmolaire a pour conséquences un collapsus (« une chute rapide des forces, par suite de laquelle les mouvements deviennent pénibles, la parole faible, le pouls dépressible ; c'est une sorte d'intermédiaire entre la syncope et l'adynamie »), des infections pulmonaires dues aux pertes de conscience, des obstructions canalaires se présentant sous la forme de bouchons muqueux au niveau bronchique et au niveau pancréatique ainsi que des complications thromboemboliques. On notera aussi la présence fréquente de crises convulsives, qu'elles soient généralisées ou localisées. Il existe aussi des conséquences qui ne sont pas dues au coma en lui-même mais au traitement (des conséquences iatrogènes). Parmi celles-ci on trouve le collapsus qui est ici dû à une insulinothérapie qui fait diminuer de manière trop brutale la glycémie si la déplétion sodée n'a pas été correctement effectuée. Cette insulinothérapie peut aussi entraîner via l'entrée du glucose dans les cellules une aggravation de l'hypovolémie, qui est un manque de plasma qui entraîne une baisse de la pression artérielle, à cause d'un déplacement d'eau au niveau extracellulaire. On peut aussi noter dans les conséquences iatrogènes des possibilités d'œdème cérébral aussi dû à une chute brutale de l'hyperglycémie et de l'hyperosmolarité à la suite de l'insulinothérapie. L'hypoglycémie est bien sûr une conséquence iatrogène fréquente dans le cas du coma hyperosmolaire, tout comme les infections car l'hyperglycémie entraîne aisément des infections sur sonde urinaire ou cathéter. 
Au cours des vingt dernières années la mortalité du coma hyperosmolaire à beaucoup diminué, elle est passée de plus de 50 % à 15 à 20 %. La gravité du pronostic dépend en grande partie de l'âge du patient, du terrain et de la cause déclenchante.

## Facteurs déclencheurs
On retrouve dans 80 % des cas un facteur déclenchant qui vient aggraver l'hyperglycémie et/ou la déshydratation permettant le développement d'un coma hyperosmolaire. Dans la majeure partie des cas il s'agira d'une infection aigüe comme une pneumopathie ou une infection de l'appareil urinaire. Mais le facteur déclenchant peut aussi être un accident vasculaire cérébral, un infarctus du myocarde, un infarctus mésentrique ou bien une pancréatite aiguë. 

## Facteurs favorisant
Il existe plusieurs facteurs qui peuvent favoriser la survenue de ce coma, parmi eux on retrouve des infections comme des pneumopathies ou des infections de l'appareil urinaire, mais aussi des facteurs médicamenteux, en effet les diurétiques, les corticoïdes ou les hydantoïnes peuvent être un facteur de coma hyperosmolaire en favorisant l'hyperglycémie et/ou la déshydratation. Cependant ces facteurs médicamenteux sont à nuancer car il est difficile d'établir un lien de causalité direct entre un médicament et le coma hyperosmolaire.

## Traitement
Dans le cas d'un coma hyperosmolaire non cétonique la priorité est de réduire l'hypovolémie par l'injection d'un sérum salé isotonique.
On réduit ensuite la déshydratation grâce à ce même sérum mais aussi par le biais de solutés glucosés à 5 % qui permettent d'éviter la baisse trop rapide de la glycémie. Il est aussi important de surveiller les niveaux de potassium et de phosphates. Une fois le problème de l'hypovolémie et de la déshydratation réglé on peut s'occuper de l'insulinothérapie.
En plus de ce traitement visant à soigner le coma hyperosmolaire, il faut aussi traiter la cause déclenchante dudit coma mais aussi prévenir d'éventuelles complications supplémentaires comme la sécheresse buccale et conjonctivale et les escarres.

## Prévention
Le coma hyperosmolaire non cétonique est dû à un diabète mal soigné ou méconnu. Il est donc important d'effectuer une glycémie chez les personnes de plus de 50 ans souffrant d'une affection médicale ou chirurgicale pour prévenir les risques de coma. Les soignants, les patients ainsi que l'entourage de ces derniers doivent être éduqués pour éviter des complications, particulièrement sur l'importance de l'hydratation. Il faut aussi être vigilant quant à la façon dont le diabète est traité, s’il y a coma hyperosmolaire alors il est préférable de remplacer le traitement oral par l'insulinothérapie si cela n'est pas déjà le cas. Chez les personnes âgées, cette insulinothérapie nécessitera l'intervention d'une infirmière à domicile qui, par le biais de contrôles journaliers et rigoureux, permettra de réduire les risques et de dépister toute trace de complication car, rappelons-le, le coma hyperosmolaire met plusieurs jours à s'installer.